# Катар
Катар (на арабски: قطر, Dawlat Qaṭar), с официално наименование Държавата Катар, е държава в Западна Азия. Намира се на малкия Катарски полуостров на североизточния бряг на Арабския полуостров в Близкия Изток; споделя единствената си сухоземна граница със Саудитска Арабия на юг, а останалата част от територията ѝ е заобиколена от Персийския залив. Бахрейнският залив, тесен провлак в Персийския залив, разделя Катар от близкия Бахрейн. Столица на Катар е Доха, където живеят над 80% от жителите на държавата, а земната ѝ площ е заета предимно от равнинна, ниско разположена пустиня.
Катар се управлява като наследствена монархия от рода Тани, откакто Мохамед бин Тани подписва договор с британците през 1868 г. за признаване на самостоятелния му статут. След края на управлението на Османската империя в началото на XX век Катар става британски протекторат и остава такъв до обявяването на независимостта си през 1971 г. Емирът на Катар, понастоящем Тамим бин Хамад ал-Тани, притежава почти цялата изпълнителна и законодателна власт съгласно Конституцията на Катар и контролира съдебната система. Той назначава премиера, понастоящем Н.Пр. шейх Халид бин Халифа бин Абдул Азиз Ал-Тани, и кабинета на Катар. Частично избраната Консултативна асамблея може да блокира законодателството и има ограничени правомощия да освобождава министри.
В началото на 2017 г. общото население на Катар е 2,6 милиона души, като 313 000 от тях са катарски граждани, а 2,3 милиона – чужденци. Официална религия в държавата е ислямът.
Катар заема четвърто място в света по брутен вътрешен продукт на глава от населението, и е единадесети по брутен национален доход, преизчислен в щатски долари с помощта на метода Атлас. Катар се нарежда на 42-ро място в Индекса на човешкото развитие, което е третото най-високо класиране на държава в Арабския свят. Развива икономика с високи доходи, подкрепена от третите по големина в света запаси от природен газ и от нефт.
Катар е един от най-големите износители на втечнен природен газ и най-големият замърсител с въглероден диоксид на глава от населението в света. През XXI век се превръща в средна сила в арабския свят благодарение на богатството си от ресурси, както и на разрастващата се в глобален план медийна група Al Jazeera Media Network. Има сведения, че по време на Арабската пролет подкрепя финансово няколко бунтовнически групи.
Катар е част от Съвета за сътрудничество в Персийския залив. Състоянието на правата на човека в Катар се оценява от учени и неправителствени организации като лошо поради ограничения на гражданските свободи, като например свободата на сдружаване, свободата на изразяване и медийната свобода, както и третирането на хиляди работници мигранти по начин, който се равнява на принудителен труд за проекти в страната.
Домакинството на Световната купа по футбол през 2022 година е присъдено на Катар при спорни обстоятелства, с което Катар става първата в историята Арабска държава и първата в Близкия изток, която домакинства събитието. През 2006 г. е домакин на Азиатските игри, чието организиране и провеждане ще повтори през 2030 г.

## Етимология
На римския писател Плиний Стари принадлежи най-ранния летопис, отнасящ се до жителите на полуострова около средата на I век, като ги нарича с името Катаррей – наименование, което може да е произлязло от името на видно местно селище. Един век по-късно Птоломей създава първата позната карта, която изобразява полуострова, като се има предвид, че е Catara. Картата споменава и град Cadara на изток от полуострова. Терминът Catara (жителите, съответно, Cataraei) е използван до XVIII век, след което Katara се очертава като най-често признавания правопис. В края на краищата, модерното производно Катар е прието за име на страната.
В стандартния арабски името се произнася qɑtˤɑr, докато в местния диалект е ɡitˤar.

## История

### Античност
Първите свидетелства за човешка дейност на територията на днешен Катар датират от преди 10 000 години. На полуострова са открити селища и инструменти, датиращи от Каменната епоха. Месопотамските артефакти, произхождащи от Убаид (6500 – 3800 г. пр. Хр.), са открити в изоставени крайбрежни селища. Ал Дааса е селище, разположено на западното крайбрежие на Катар, което е най-важният район от Убаид в страната и се смята, че някога е настанявало малък сезонен лагер.
Касит Вавилонският материал, датиращ от второто хилядолетие пр.н.е., открит на островите Ал Хор, свидетелства за търговските отношения между жителите на Катар и Каситите в съвременния Бахрейн. Сред артефактите са били 3 млн. счукани черупки от охлюви и касити. Предполага се, че Катар е най-ранният известен район за производство на багрила от черупкови организми, благодарение на промишлеността, която съществува на брега.
През 224 г. пр. Хр. Сасанската империя придобива контрол над териториите около Персийския залив. Катар играе роля в търговската дейност на империята, като допринася поне за две стоки: скъпоценни перли и лилаво багрило. При управлението на Сасанидите много от жителите на Източна Арабия приемат християнството след разпространението му на изток от месопотамските християни. Изградени са манастири и по време на тази епоха са основани по-нататъшни селища. По време на последната част от християнската епоха Катар представлява район, известен като „Бет Катрайе“ (на сирийски „къща на катарите“). Районът не се ограничава с Катар; той включва също Бахрейн, остров Тарут, Ал-Хат и Ал-Хаса.

### Ранна история
Ислямът се разпространява в целия арабски регион до края на VII век в резултат на ислямизацията на местните арабски езичници. С разпространението на исляма в Катар ислямският пророк Мохамед изпраща първия си пратеник Ал Ала Ал – Хадрами до владетеля на Бахрейн (който се простирал от бреговете на Кувейт на юг от Катар, включително Ал-Хаса и Бахрейнските острови) през 628 г. и го подканва да приеме исляма, както вече е поканил други царства и империи от времето му, като Византия и Персия. Mundhir, в отговор на Мохамед, съобщава, че приема исляма и жителите на Катар стават мюсюлмани, възвестявайки началото на ислямската ера в Катар.
По времето на управлението на Умаядиии Абасидите в Дамаск и Багдад, е имало разрастване на търговията с Катар. Якут аль-Хамави, арабски историк и биограф, който починал през 1229 г., виждал Катар като населено място, известно с развъждането на камили и коне, по времето на Умаядии. По време на възхода на Абасид в Багдад се разраства перлената индустрия в богатите води около Катар. Търсенето на катарската перла се увеличило на Изток, като достигнало чак до Китай. С разширяването на търговските дейности по бреговете на Катар населените места започнали да се разрастват и на север от Катар, особено в Мурваб с повече от 100 малки каменни къщи.
В началото на VI век Португалската империя повишила своята власт и влияние над Персийския залив след установяването на власт над Ормузкия проток. Португалската империя създала търговски отношения с много пристанища от Персийския залив, включително Катар, където се изнасяло злато, сребро, копринени тъкани, карамфили, всички видове перли, кехлибар и коне. Това продължило, докато португалците не били изгонени от Катар и Оман през 1522 г. от Османската флота.
През XVIII век мигранти създали селища за добив и търговия по крайбрежието на днешен Катар. В началото на века хората на Бани Халид разширили властта си в Източна Арабия с площ от Катар до Кувейт. Зубарах, което вече се е било очертало като едно от ключовите морски пристанища в Персийския залив, с намерения за разширяване на търговията с перли до много части на света, станало щаб на администрацията на Бани Халид в Катар и главно пристанище за техния регион и страните от централните арабски територии. Продуктите, които са се внасяли от Сурат, намиращ се в Индия, до пристанището Зубарах, включвали: син памук, „Камбей“ памучни дрехи, чадри, шалове, бамбук, кафе, захар, черен пипер, подправки, желязо, калай, масло, топено масло и ориз. Някои от внесените стоки оставали в Зубарах за ползване на място, а останалите били транспортирани с камили.

### Управлението на Бахрейн (1783 – 1868 г.)
През 1783 г. Катар е завладян от рода Ал Халифа от Бахрейн.
През 1821 г. като наказание за пиратството, кораб на Източно-индийската компания бомбардира Доха, унищожавайки града и принуждавайки стотици жители да избягат. Жителите на Доха нямат представа защо са нападнати. В резултат, катарски бунтовнически групи започнали да се появяват, за да се борят с Ал-Халифа и да търсят независимост от Бахрейн. През 1825 година е създадена Камарата на Тани с шейх Мохамед бин Тани като първи ръководител.
Въпреки че Катар е имал правен статут на зависимост, негодувание избуяло срещу Бахрейн Ал Халифа по протежението на източното крайбрежие на Катарския полуостров. През 1867 г. Ал Халифа започнал инициатива да смаже катарските бунтовници, изпращайки масивни военноморски сили към Ал-Уакра. Това довело до морската катаро-бахрейнска война от 1867-1868, където бахрейнските сили разрушили и разграбили Доха и Ал-Уакра. Въпреки това агресията на Бахрейн била в нарушение на англо-бахрейнскя договор от 1820 г. Тази атака и катарската контраатака подтикнали британския политически агент полковник Луис Пели да наложи споразумение през 1868 г. Неговата мисия за Бахрейн и Катар и мирният договор били постижение в историята на Катар, защото така мълчаливо признал независимостта на Катар от Бахрейн и изрично признал позицията на шейх Мохамед бин Тани, който бил важен представител на племената на полуострова. Дипломатическият отговор на британците за това нарушение задействало политическите сили, които щели да допринесат за основаването на Държавата Катар на 18 декември 1878 г. (поради тази причина датата 18 декември се чества всяка година в Катар като национален празник). В допълнение към порицанието на Бахрейн за нарушаване на договора Британският протекторат (на полковник Луис Пели) поискал да преговаря с представител на Катар.
Искането завършило с мълчаливото признаване на статута на Катар като независим от Бахрейн. Катарците избират за свой преговарящ предприемача и дългогодишен жител на Доха Мохамед бин Тани. Ал Тани бил взел сравнително малко участие в политиката в Персийския залив, но дипломатическият набег гарантирал тяхното участие в движението за независимост и тяхната хегемония като бъдеща управляващата фамилия и династия, която продължава и до днес.

### Османско владичество (1871 – 1916 г.)
Под военен и политически натиск от страна на губернатора на Османския вилает от Багдад, Мидхат паша, Камарата на Тани в Катар преминала под османско владичество през 1871 г. До края на тази година османското владичество се простряло от Кувейт до Катар. Османското правителство наложило реформистки (Танзимата) мерки относно данъчното облагане и регистрирането на земята, за да се интегрира напълно в тези области на империята.
През март 1893 г. в битката при Вабах (10 мили западно от Доха) шейх Ясим бин Мохамед ал Тани побеждава османците. Въпреки че Катар не получава пълна независимост от Османската империя, резултатът от битката е мирен договор, който по-късно ще бъде послужи за основа на очертаването на Катар като отделна автономна държава в рамките на империята.
Британците първоначално се отказват от Катар и Персийския залив като точка посредник, която е на път към своите колониални интереси в Индия, въпреки че откриването на петрол и други въглеводороди в началото на 20 век ще дадат нов тласък на интереса им.

### Британското владичество (1916 – 1971 г.)
Османската империя изпада в безпорядък, след като губи битки на различни фронтове в Близкия изток по време на Първата световна война. Катарците участват в арабския бунт срещу османците. Бунтът е успешен и османското владичество в Катар се срива.
Обединеното кралство и Османската империя предоставили своето признание на шейх Абдула бин Джасим ал Тани и на неговите наследници, да властват над целия Катарски полуостров. Османците се отказали от правата си в Катар и след избухването на Първата световна война шейх Абдула бин Ясим ал Тани, който бил про-британец, принудил турците да се откажат от Доха през 1915 година.
В резултат на разделянето на Османската империя Катар става британски протекторат на 3 ноември 1916. На този ден Обединеното кралство с цел да наложи своята система на администрация подписва договор с шейх Абдула бин Ясим ал Тани. Докато шейх Абдула се съгласява да не влиза в никакви отношения с всяка друга власт без предварително съгласие от страна на британското правителство, Перси Захария Кокс, политически агент в Персийския залив, който е подписал договора от името на своето правителство, гарантирал защита на Катар „от всяка агресия по море“.
На 5 май 1935 г. шейх Абдула подписва друг договор, който е в състояние да получи съгласието на Великобритания за защита на Катар отвътре, както и всякакви атаки от външни сили. Петролни залежи за първи път са открити през 1939 г. Но експлоатацията им е забавена заради Втората световна война.
Обсегът на Британската империя се намалил след Втората световна война, особено след обявяването на независимостта на Индия през 1947 г. През 1950 г. нефтът започва да заменя добива на перли и риболова като основен източник на Катар. Приходите от петрола започват да финансират разширяването и модернизацията на инфраструктурата на Катар. Натискът за британско оттегляне от арабски емирства в Персийския залив се увеличава през 1950 г. и британците признават независимостта на Кувейт през 1961 г. Когато Великобритания официално обявява през 1968 г., че ще се откаже от политическите си насоки (но не и икономически) от Персийския залив след три години, Катар се присъединява към Бахрейн и седем други членки във федерация. Регионални спорове обаче бързо принуждават Катар да се оттегли и да обяви независимост от коалицията, която скоро се превръща в държавата Обединени арабски емирства.

### Независимост
На 3 септември 1971 г. Катар официално получава своята независимост от Великобритания и става независима суверенна държава. През 1972 г. халифът бин Хамад ал Тани завзема властта в двореца с преврат от управляващата фамилия. През 1991 г. Катар изиграва значителна роля във войната в Персийския залив, особено по време на битката при Хафиджи, в която катарски танкове навлизат по улиците на града и подкрепят националната гвардия на Саудитска Арабия, които воюват срещу иракската армия. Катар също разрешил коалиционните войски на Канада да използват страната като авиобаза за боен въздушен патрул (CAP), както и въздушни сили на САЩ и Франция да ползват територията ѝ.
През 1995 г. емир Хамад бин Халифа ал Тани завзел контрола на страната от баща си Халифа бин Хамад ал Тани с подкрепата на въоръжените сили и на кабинета, както и на съседни държави. Под емир Хамад Катар е имал умерена степен на либерализация, включително стартирането на Ал Джазира, телевизионна агенция (1996 г.), резолюцията на избирателно право на жените или правото да гласуват в общинските избори (1999 г.), изготвянето на първата писана конституция (2005 г.), както и откриването на Римокатолическата църква (2008). През 2010 г. Катар е избран за домакин от ФИФА за Световната купа по футбол през 2022 г. и е първата страна в Близкия Изток домакин на турнира.
Катар е служил като централно седалище за командване на САЩ и една от основните нови площадки на американската инвазия в Ирак през 2003 г. През март 2005 г. самоубийствен атентат убива британски учител в театър в Доха, шокиращо за страната, в която не е имало терористични актове. Атентатът бил извършен от Омар Али Ахмед Абдулах, египтянин, пребиваващи в Катар, който е подозиран за връзки с Ал Кайда в Арабския полуостров. През 2011 г. Катар се присъединява в операциите на НАТО в Либия. Също така е основен източник на финансиране на оръжия за бунтовническите групи в Сирия за гражданската война. Катар иска да подпише мирно споразумение с Афганистан и през януари 2012 г. афганистанските талибани заявили, че създавали политически офис в Катар за улесняване на преговорите.
Емирът казва, че Катар ще проведе първите си национални законодателни избори през 2013 година. На 25 юни 2013 г., Шейх Тамим бин Хамад ал-Тани става емир на Катар, след като баща му предава властта в телевизионно обръщение.

## География
Страната заема малкия полуостров Катар, на североизточния бряг на по-големия Арабски полуостров, като се простира между 24°28′ и 26°11′ с.ш. и 50°45′ и 51°39′ и.д. На юг има сухоземна със Саудитска Арабия 53 km и ОАЕ 37 km, а от запад, север и изток е обградена от водите на Персийския залив с дължина на брегавата линия 430 km. Бреговете му са предимно ниски, заравнени, на места силно изрязани с малки заливи, обкръжени с коралови рифове. Повърхността му е изградена основно от варовици и представлява низинна, камениста, на места заблатена равнина. На запад има малки хълмове, а най-високата точка е на юг – връх Курейн Абу ал-Баул (височина 103 m). В страната се разработват богати залежи на нефт (запаси около 778 млн. т) и природен газ. Климатът е пустинен, а валежите са много оскъдни – под 100 mm годишно и падат предимно през зимата, когато има силни бури. Средната януарска темперятура е около 16°С, средната юлска около 32°С, а максималната около 45°С. В страната няма постоянно течащи реки, а има само сухи долини (уади), по които вода протича само при епизодични интензивни валежи. Прясна вода се добива от подземни води, но Катар разчита основно на обезсоляващите инсталации, които преработват морската вода в сладка вода за пиене. Растителността е пустинна и само в оазисите се отглеждат земеделски култури.

## Правителство и политика
Катар е абсолютна монархия под ръководството на семейство Ал-Тани, чиито корени могат да бъдат проследени назад във времето до племето Бану Тамим. Династия Ал-Тани управлявала Катар, откогато шейх Мохамед бин Тани, поставя началото на династията през 1825 г. Не е имало независима законодателна власт, а политическите партии са забранени. Парламентарните избори, които първоначално са обещани за 2005 г., са отложени за неопределено време.
Осмият емир на Катар е Тамим бин Халифа Ал-Тани, чийто баща Хамад бин Халифа ал-Тани му предава управлението на 25 юни 2013 г.
Върховният канцлер има изключителното право да назначава и освобождава министър-председателя и министри от кабинета, които заедно с Министерския съвет са най-висшият изпълнителен орган в страната. Съветът на министрите също инициира законодателство. Закони и постановления, предложени от Министерския съвет, се предават на Консултативния съвет за обсъждане, след което те се представят на Емира за ратификация.
Консултативното събрание или Меджлис Ал Шура е ограничен законодателния орган, чиято задача е да изготви и одобри законите, но емирът има последната дума по всички въпроси. Парламентарни избори не са провеждани до 1970 г., когато има частични избори. Изборите за Меджлис Ал Шура са обявявани, а после отлагани на няколко пъти. През 2011 г. седмият емир обявява, че изборите на Съвета ще се проведат през втората половина на 2013 г.
През 2003 г. Катар приема нова конституция, която предвижда преки избори на 30 от 45-те членове на Консултативния съвет. От 2012 г. Съветът е съставен изцяло от членове, назначени от емира.
Избираемият 29-членен Централен общински съвет (ЦОС) има ограничен консултативен орган, насочен към подобряване на общинските услуги. ЦОС отправя препоръки към Министерството на Общински работи и селското стопанство. Несъгласие между ЦОС и Министерството може да бъде доведено до Министерския съвет за резолюция. Общинските избори се насрочват на всеки четири години. Най-скорошните избори за Съвета са през май 2011 г. Преди 1999 г., членовете на ЦОС са били назначавани от правителството.

## Законодателство
Шериатът (ислямският закон) е основният източник на катарското законодателство и се прилага за аспектите на семейното право, наследството и за престъпни деяния.
Кодифицирано семейно право е въведено през 2006 г. Шериатските съдилища са премахнати през 2003 г., но шериатските принципи все още се прилагат по въпросите, свързани с личния статус (като брак, развод и попечителство на дете). В някои случаи свидетелството на една жена е на стойност половин човек и в някои случаи жени свидетели не се приемат въобще.
Консумацията на алкохол е разрешена в Катар. Луксозните хотели имат право да продават алкохол само на възрастни клиенти. Чуждестранни граждани могат да получат разрешение за закупуване на алкохол за лична консумация. Дистрибуторската компания (дъщерно дружество на Катар Еърлайнс) има разрешение да внася алкохол и свинско месо, като притежава единственият магазин за алкохол и свинско месо в страната, които продава само на хора с лиценз.
До неотдавна в ресторантите на Пърл-Катар (изкуственият остров в близост до Доха) е позволено да сервират алкохолни напитки. През декември 2011 г. обаче на ресторантите на Пърл е забранена продажбата на алкохол. Не е дадено обяснение за забраната. Предположенията за причината включват желанието на правителството да проектира по-набожен образ преди първите избори в страната за царския консултативен орган и слуховете за финансови спорове между правителството и собствениците на курорта.
Много случаи на малтретиране на имигрантския труд са наблюдавани. Катар не поддържа стандарти за заплатите за имигрантите. Съгласно разпоредбите на спонсорство на Катар, спонсори имат едностранното право да спрат разрешителните за работа на чуждестранните работници, да забранят възможността за промяна на работодателите, да докладват даден работник, укрил се от полицейските органи и да откажат разрешение да напусне страната. В резултат на това спонсорите могат да ограничат движението на работниците и те се страхуват да докладват злоупотреби или да търсят правата си.
Считано от 2005 г. някои от разпоредбите на Катарския наказателен кодекс позволяват наказания като бичуване и замерване с камъни да бъдат налагани като наказателни санкции. Комитетът на ООН срещу изтезанията, намират тези практики за нарушение на задълженията, наложени от Конвенцията на ООН против изтезанията. Катар запазва смъртното наказание, най-вече за заплахи срещу националната сигурност.

## Външна политика
Катар е от първите членове на ОПЕК и един от основателите на Съвета за сътрудничество в Персийския залив. Той е член на Арабската лига.
Катар е домакин на въздушната база Ал Юдеид, която действа като център за всички американски въздушни операции в Персийския залив. Катар има двустранни отношения с различни чужди сили. Това позволява на американските сили да използват военновъздушната база, за да изпращат доставки до Ирак и Афганистан.
Катар подписал споразумение за сътрудничество в отбраната със Саудитска Арабия, с която споделя най-голямото газово находище в света. Това е втората нация, като първата е Франция, обявила публично признаването на Преходния национален съвет на либийската опозиция като законното правителство на Либия, сред либийската гражданска война през 2011 г. Отношенията на Катар с Бахрейн и Обединените арабски емирства са обтегнати, поради възприеманата близостта между катарското правителство и Мюсюлманското братство.
Историята на сключваните съюзи на Катар дава представа за основите на неговата политика. Между 1760 г. и 1971 г. Катар иска помощ от османците, британските сили и Ал-Халифа срещу Бахрейн, персите и уахабитите от Саудитска Арабия.
Според изтеклите документи, публикувани от Ню Йорк Таймс, катарските антитерористичните усилия били най-лошите в региона, въпреки че Катар е щедър домакин на американските военни.
Катар е домакин на академични, религиозни, политически и икономически конференции. 11-ият ежегоден форум в Доха включва ключови мислители, професионалисти от различни области, както и политически фигури от цял свят, за обсъжданет на демокрацията, медиите и информационните технологии, свободната търговия и въпроси за водната сигурност. Тази година е първата година на форума, който включва конференция за бъдещето на икономиката на Близкия изток.

## Военна дейност
Катар поддържа скромна военна сила от около 11 800 души, включително армия (8500), флота (1800) и въздушни сили (1500). През 2008 г. Катар похарчил $ 2,355 милиарда за военни разходи, 2,3%, приблизително на 4,2% от брутния национален продукт през 1993 г. и 1,5% от брутния вътрешен продукт през 2010 г., последната година в статистическата база данни на SIPRI. Катар подписва договори за отбрана със Съединените щати и Обединеното кралство, както и с Франция по-рано през 1994 г. Катар играе активна роля в усилията за колективна отбрана на Съвета за сътрудничество в Персийския залив; останалите пет членове са Саудитска Арабия, Кувейт, Бахрейн, ОАЕ и Оман. Наличието на голямата въздушна база „Ал Удеид“, управлявана от Съединените щати и няколко други държави от ООН, осигурява гарантиран източник на защита и национална сигурност. Катарските специални части са обучавани от френски и други западни страни и се смята, че притежават значителни умения. Те също така помагат на либийските бунтовници по време на битката при Триполи през 2011 г.
Стокхолмският международен институт за изследване на мира (SIPRI) установява, че през 2010 – 14 г. Катар е 46-ият по големина вносител на оръжие в света. Въпреки това SIPRI пише, че плановете на Катар за трансформиране и значително разширяване на въоръжените сили се ускоряват. През 2014 г. поръчките за 62 танка и 24 самоходни оръдия от Германия са последвани от редица други договори, включително за 24 хеликоптера, 3 самолета за ранно предупреждение и контрол от САЩ и 2 танкера от Испания. През 2015 г. Катар е 16-ият по големина вносител на оръжие в света, а през 2016 г. той е 11-ият по големина, според SIPRI.
Катарските военни участват в ръководената от Саудитска Арабия операция в Йемен срещу Шиа Хутис. През 2015 г. „Ал Джазира Америка“ съобщава: „Многобройни доклади показват, че водената от Саудитска Арабия коалиция срещу опозиционните групи в Йемен, неоткрито атакува цивилни граждани и използва касетъчни бомби в цивилни населени места, в нарушение на международното право“.

## Демография
Преброяването на населението през 2010 г., е отчело общо население от 1 699 435 души. През януари 2013 г. статистическият орган на Катар отчел повишаване на населението на страната до 1 903 447, от които 1 405 164 са мъже и 498 283 жени. По време на първото преброяване, проведено в 1970 г. населението било 111 133. Населението на страната се е утроило през десетилетието до 2011 г., в сравнение с малко над 600 000 души през 2001 г., оставяйки катарските граждани, като по-малко от 15% от общия брой на населението. Притокът на мъжете работници е нарушил равновесието между половете, като жените са само една четвърт от населението.
Разпределението на етническите групи е както следва: катари (арабски) 15%, други араби 13%; индийци 24%; непалци 16%; филипинци 11%; шриланкийци 5%; бангладешци: 5%; пакистанци 4%, други: 7%. През 2010 г. имало 250 000 филипинци в Катар, което ги е правило третите по големина сред имигрантите.
Прогнозите, публикувани от Катар показват, че общия брой на населението на Катар може да достигне 2,8 милиона до 2020 г. В стратегията на Катар за 2011 – 16 е изчислено, че населението на страната ще достигне 1,78 милиона през 2013 г., 1,81 милиона през 2014 г., 1,84 милиона през 2015 г. и 1,86 милиона през 2016 г. – годишния темп на растеж е само 2,1%. Но населението на страната се увеличило с 1,83 милиона до края на 2012 г., което показва 7,5% ръст спрямо предходната година.

## Религия
Преобладаващата религия в Катар е сунитският ислям. Според преброяването през 2004 г. 71,5% от населението са мюсюлмани – сунити и шиити около 10%, 8,5% са християни, а 10% са „други“. Повечето граждани практикуват уахабизма.
Чуждите граждани са свободни да изповядват религии, различни от исляма, например християнството, индуизма, сикхизма, будизма, джайнизма и бахайската.
През март 2008 г. в Доха е осветена римокатолическа църква. Мисионери не са допускани в общността. Църквата не афишира външни християнски символи като кръстове, камбани или камбанария.
Християнското население се състои почти изцяло от чужденци. Чуждестранни мисионерски групи не извършват открито дейност в страната, но правителството позволява църквите да провеждат богослужения. От 2008 г. е позволено на християните да строят църкви на земя, дарена от правителството. В Доха има действащ източноправославен храм.

## Икономика
Основа на икономиката представлява добивът и преработката на нефт и природен газ. Нефтените запаси се оценяват на около 16 млрд. барела, с дневен добив около 790 500 барела. Със сегашния темп на производство запасите ще стигнат за идните 23 години. Годишният добив осигурява над 60% от БВП и 70% от държавните приходи. Около 85% от добива е предназначен за износ. Катар е разположен върху едно от най-големите находища на природен газ в света. Запасите от тази суровина надхвърлят 25,5 трилиона куб. м, което представлява повече от 5% от световните запаси. По този показател страната се нарежда на трето място в света след Русия и Иран. През изминалото десетилетие Катар привлече значителни чуждестранни инвестиции за развитие на залежите с газ и през 2007 г. се очаква да се превърне в най-големия износител на втечнен природен газ (износът на втечнен газ започна през 1997 г.). За експлоатацията на най-голямото находище „Норт фийлд“ (Северно поле) са създадени две акционерни компании – „Катаргаз“, „Расгаз“ и „Расгаз-2“ с участието на японски, американски, френски и южнокорейски капитали. Основни вносители на катарския газ са Япония и Южна Корея, с чиито компании са сключени перспективни сделки за 25 години напред.
Страната си поставя за цел да се превърне във водеща държава в енергийния сектор сред останалите членки на Съвета за сътрудничество в Залива. През последните години Катар е с положителен търговски баланс вследствие на високите приходи от продажбата на петрол и засиления износ на природен газ. За 2006 г. износът е на обща стойност 33.25 млрд. щ.д., а вносът – 12.36 млрд.щ.д. (f.o.b.). Страната е една от най-бързо развиващите се икономики в света, като доходът на глава от населението също е един от най-високите (29 400 щ.д. за 2006 г.). В доклад на Световната търговска организация за 2006 г. Катар е признат за най-перспективния пазар в Персийския залив. От 2000 г. насам Катар развива конгресния туризъм. Столицата Доха е домакин на 2 – 3 световни и регионални форума годишно. Катар е важен финансов център, в който функционират 14 банки, в т.ч. 10 чуждестранни. Според годишно изследване на Световната банка за 2006 г., пет катарски банки се нареждат сред стоте най-големи финансови институции в Близкия изток. Финансовите операции се регулират от Държавната валутна агенция, включваща 16 търговски банки. Основен проблем представлява недостигът на работна сила, от която само около 20% е от коренното население.
Катар инвестира милиарди долари в строителството и развитието на инфраструктурата. Проведените в началото на декември 2006 г. Азиатски олимпийски игри бяха повод да се ускори завършването на повечето нови инфраструктурни проекти. Външният дълг на Катар през 2006 г. е достигнал 25.7 млрд.щ.д. По данни от 2005 г. основни партньори в износа са: Япония (36,9%), Южна Корея (19,4%), Сингапур (8,2%). Катар внася предимно от Франция (11,5%), Япония (10,5%), САЩ (10,4%), Германия (8,4%), С. Арабия (7,3%), Обединеното кралство (7%), Италия (6,5%), Южна Корея (5,5%) и ОАЕ (4,8%), като структурата на вноса се състои най-вече от машини, транспортни съоръжения, храни и химикали. Отношенията между ЕС и Катар не са на желаното от Брюксел равнище. Според някои източници, финансовите ресурси на Катар, Бахрейн и Кувейт, които трите държави са готови да инвестират в отрасли на световната икономика, надхвърлят 300 млрд. щ.д. Тези данни привличат вниманието на европейските делови среди.
Местната валута – Катарски риал (QAR) – е с фиксиран към щатския долар курс (3.65 QAR = 1 USD).

## Езици
Арабският език е официалният език на Катар. Английският е широко разпространен. На фона на мултикултурната разновидност в страната много други езици са също говорими, включително френски, хинди, урду, тамилски и тагалог.

## Култура
Местната култура на Катар е подобна на тази на другите арабски държави от Персийския залив и е силно повлияна от Исляма. Тя е пренесена от арабските племена от Саудитска Арабия, мигрирали в Катар и на други места в Персийския залив.
Официални празници на Катар са 18 декември – Национален празник на Държавата Катар; 3 септември – Ден на независимостта; и всички мюсюлмански празници, съобразно религиозния календар.
Традиционната храна е типично близкоизточна. Диетата не включва свинско месо. Богата е на подправки и пикантен вкус.

## Административно деление
Емирство Катар е разделено на 10 общини (на арабски: баладияхи), които понякога се превеждат и като губернатории или провинции:
1. Ад-Доха
2. Ал-Джувария
3. Ал-Джумалия
4. Ал-Кор
5. Ал-Вакра
6. Ар-Раян
7. Джариян-ал-Батна
8. Аш-Шамал
9. Умм-Салал
10. Месаид

## Стопанство
Катар е една от най-бедните на водни ресурси страна в света и същевременно една от най-богатите страни по доход на глава от населението. През 1949 г. започва добивът на нефт в Катар, което променя коренно стандарта на живот в дотогава бедната арабска страна. Тя става член на ОПЕК.
Особено перспективен е газодобивът. След Русия Катар е втората страна в света по запаси на природен газ – според местни данни страната разполага с 900 трилиона куб. м природен газ. Тя е крупен износител на природен газ, трети в света след Русия и Иран.
Освен добива на нефт и газ традиционно развити отрасли на местната икономика са риболовът и търговията с перли.

## Транспорт в Катар
Няма жп линии, шосетата са 2.5 хил. км, от които половината асфалтирани. Пристанища – Доха и Ум Саид. В столицата има голямо международно летище. Летището Doha International се намира в близост до Доха и е едно от най-натоварените в Катар. Кодът DOH се използва за съкращаване името му. Летището има два терминала и се използва както от най-големите превозвачи, така и от нискотарифните авиокомпании за вътрешни, международни и трансконтинентални полети. Националният превозвач Qatar Airways е една от малкото 5-звездни авиокомпании и е сред най-бързо развиващите се в областта.